# Memorial Davide Fardelli
El Memorial Davide Fardelli eran varias carreras ciclistas en la especialidad de contrarreloj individual que se disputaban en Italia en la localidad de Rogno, provincia de Bérgamo (Lombardía), tanto en categoría masculina como femenina para profesionales, juveniles y alevines (6 pruebas en un mismo día).
Se crearon en 2005 de forma amateur y las élites (sin limitación de edad) masculinas y femeninas subieron en 2007 al profesionalismo: la masculina al UCI Europe Tour de los Circuitos Continentales UCI en la categoría 1.2 y la femenina también a la categoría 1.2. Las juveniles se incorporaron en el 2010 en el calendario juvenil internacional, siendo la masculina de categoría 1.1 y la femenina 1.2 tras haber sido 1.1 en su primer año en esa categoría no profesional. Sus últimas ediciones fueron en 2012.
El trazado fue el mismo para todas las categorías siendo de carácter urbano dentro de la localidad de Rogno con unos 8 km aproximadamente al que los alevines dan 1 vuelta, los juveniles 2 y los profesionales 3.
Estaba organizada por la G.M.S. Associazione Sportiva Dilettantistica.

## Palmarés élite

### Masculino
En amarillo: edición amateur.
| Año  | Ganador          | Segundo           | Tercero           |
| ---- | ---------------- | ----------------- | ----------------- |
| 2005 | Volodymyr Dyudya | Dario Benenati    | Andrea Giuponni   |
| 2006 | Alan Marangoni   | Luca Barla        | Francesco Tomei   |
| 2007 | Luca Dodi        | Enrico Peruffo    | Angelo Pagani     |
| 2008 | Marcel Kittel    | Alan Marangoni    | Adriano Malori    |
| 2009 | Manuele Boaro    | Mateo Mammini     | Alessandro Stocco |
| 2010 | Luke Durbridge   | Eugen Wacker      | Marcel Kittel     |
| 2011 | Anton Vorobev    | Gianluca Leonardi | Luke Durbridge    |
| 2012 | Rohan Dennis     | Damien Howson     | Anton Vorobev     |

### Femenino
En amarillo: edición amateur.
| Año  | Ganadora            | Segunda          | Tercera           |
| ---- | ------------------- | ---------------- | ----------------- |
| 2005 | Edita Pucinskaite   | Ombretta Ugolini | Rebecca Bertolo   |
| 2006 | Svetlana Bubnenkova | Natala Boyarskya | Anna Zugno        |
| 2007 | Karin Thürig        | Sara Carrigan    | Alison Powers     |
| 2008 | Karin Thürig        | Vicki Whitelaw   | Susanne Ljungskog |
| 2009 | Karin Thürig        | Amber Neven      | Vicki Whitelaw    |
| 2010 | Amber Neben         | Vicki Whitelaw   | Noemi Cantele     |
| 2011 | Judith Arndt        | Emma Pooley      | Amber Neben       |
| 2012 | Edwige Pitel        | Martina Ritter   | Pascale Schnider  |

## Palmarés por países
| País      | Victorias |
| --------- | --------- |
| Italia    | 3         |
| Australia | 2         |
| Ucrania   | 1         |
| Alemania  | 1         |
| Rusia     | 1         |

| País           | Victorias |
| -------------- | --------- |
| Suiza          | 3         |
| Lituania       | 1         |
| Rusia          | 1         |
| Estados Unidos | 1         |
| Alemania       | 1         |
| Francia        | 1         |